# 尤卡 (亞利桑那州)
尤卡（英語：Yucca）是位於美國亞利桑那州莫哈維縣的一個人口普查指定地區。根據2010年美國人口普查，該地人口為282人，而該地的面積約為5.79平方千米。

## 地理
尤卡的座標為34°52′20″N 114°08′58″W / 34.87222°N 114.14944°W，而該地最高點為海拔高度1027米（即3369英尺）。